# Ronde van Almaty 2017
De 5e editie van de wielerwedstrijd Ronde van Almaty werd gehouden op 30 september en 1 oktober 2017. De wedstrijd startte en eindigde in Almaty. De wedstrijd maakte deel uit van de UCI Asia Tour 2017, in de categorie 2.1. In 2016 won de Kazach Aleksej Loetsenko de derde editie. Hij won de Ronde van Almaty voor de vierde keer op rij. De Ronde van Almaty was voor de eerste keer een meerdaagse wielerkoers.

## Deelnemende ploegen
| WorldTour       | ProContinentaal              | Continentaal                               | Continentaal                 | Continentaal                        |
| --------------- | ---------------------------- | ------------------------------------------ | ---------------------------- | ----------------------------------- |
| Astana Pro Team | Delko Marseille Provence KTM | Roth-Akros                                 | Minsk Cycling Club           | St. George Continental Cycling Team |
|                 |                              | Vino-Astana Motors                         | 0711/Cycling                 | Beijing XDS-Innova Cycling Team     |
|                 |                              | Tabriz Shahrdary Team                      | Team Illuminate              | Attaque Team Gusto                  |
|                 |                              | Ningxia Sports Lottery-Livall Cycling team | Rietumu Banka-Riga           | RTS - Monton Racing                 |
|                 |                              | Astana City                                | Synergy Baku Cycling Project | Pishgaman Cycling Team              |
|                 |                              | BIKE Channel Canyon                        | Kolss Cycling Team           | Terengganu Cycling Team             |
|                 |                              | Wilier Triestina-Selle Italia              | Dukla Banská Bystrica        | Bridgestone Anchor Cycling Team     |

## Uitslagen

### Eerste etappe
| Plaats  | Naam                | Ploeg                           | tijd     |
| ------- | ------------------- | ------------------------------- | -------- |
| Winnaar | Aleksej Loetsenko   | Astana Pro Team                 | 3u49'51" |
| 2       | Rémy Di Grégorio    | Delko Marseille Provence KTM    | + 19"    |
| 3       | Mirsamad Pourseyedi | Tabriz Shahrdary Team           | + 21"    |
| 4       | Baqtïyar Qojatajev  | Astana Pro Team                 | z.t.     |
| 5       | Alberto Cecchin     | Wilier Triestina-Selle Italia   | + 22"    |
| 6       | Damien Monier       | Bridgestone Anchor Cycling Team | + 55"    |
| 7       | Jevgeni Gidich      | Vino-Astana Motors              | + 1'05"  |
| 8       | Rory Townsend       | BIKE Channel Canyon             | z.t.     |
| 9       | Grigorij Shtein     | Astana City                     | z.t.     |
| 10      | Colin Stüssi        | Roth-Akros                      | z.t.     |

### Tweede etappe
| Plaats  | Naam                | Ploeg                                     | tijd     |
| ------- | ------------------- | ----------------------------------------- | -------- |
| Winnaar | Jakob Fuglsang      | Astana Pro Team                           | 3u58'01" |
| 2       | Aleksej Loetsenko   | Astana Pro Team                           | + 12"    |
| 3       | Colin Stüssi        | Roth-Akros                                | z.t.     |
| 4       | Valentin Baillifard | Roth-Akros                                | + 22"    |
| 5       | Rémy Di Grégorio    | Delko Marseille Provence KTM              | + 33"    |
| 6       | Jevgeni Gidich      | Vino-Astana Motors                        | + 51"    |
| 7       | Francisco Colorado  | Nigxia Sports Lottery-Livall Cycling Team | + 54"    |
| 8       | Baqtïyar Qojatajev  | Astana Pro Team                           | + 56"    |
| 9       | İurii Natarov       | Astana City                               | + 1'00"  |
| 10      | Matvej Nikitin      | Astana City                               | + 1'02"  |

### Eindklassement
| Plaats    | Naam               | Ploeg                        | tijd     |
| --------- | ------------------ | ---------------------------- | -------- |
| Gele trui | Aleksej Loetsenko  | Astana Pro Team              | 7u47'43" |
| 2         | Rémy Di Gregorio   | Delko Marseille Provence KTM | + 55"    |
| 3         | Jakob Fuglsang     | Astana Pro Team              | + 1'04"  |
| 4         | Colin Stüssi       | Roth-Akros                   | + 1'22"  |
| 5         | Baqtïyar Qojatajev | Astana Pro Team              | + 1'26"  |

### Puntenklassement
| Plaats      | Naam               | Ploeg                         | tijd |
| ----------- | ------------------ | ----------------------------- | ---- |
| Groene trui | Aleksej Loetsenko  | Astana Pro Team               | 27   |
| 2           | Alberto Cecchin    | Wilier Triestina-Selle Italia | 17   |
| 3           | Rémy Di Grégorio   | Delko Marseille Provence KTM  | 15   |
| 4           | Jakob Fuglsang     | Astana Pro Team               | 10   |
| 5           | Baqtïyar Qojatajev | Astana Pro Team               | 10   |

### Bergklassement
| Plaats        | Naam                  | Ploeg               | tijd |
| ------------- | --------------------- | ------------------- | ---- |
| Bolletjestrui | Rory Townsend         | BIKE Channel Canyon | 13   |
| 2             | Jevgeni Nepomnjachsji | Vino-Astana Motors  | 11   |
| 3             | Jakob Fuglsang        | Astana Pro Team     | 10   |
| 4             | Valentin Baillifard   | Roth-Akros          | 8    |
| 5             | Daniil Fominykh       | Astana Pro Team     | 5    |